# Gael Martin
Gael Patricia Mulhall-Martin, avstralska atletinja, * 27. avgust 1956, Melbourne, Avstralija.
Nastopila je na poletnih olimpijskih igrah v letih 1980 in 1984, ko je osvojila bronasto medaljo v suvanju krogle in osmo mesto v metu diska. Na igrah Skupnosti narodov je osvojila dve zlati in srebrno medaljo v suvanju krogle ter zlato in dve srebrni medalji v metu diska. Leta 1981 je prejela osemnajstmesečno prepoved nastopanja zaradi dopinga.